# Бельмонте-Пичено
Бельмонте-Пичено (итал. Belmonte Piceno) — коммуна в Италии, располагается в регионе Марке, в провинции Фермо.
Население составляет 663 человека (2008 г.), плотность населения составляет 62 чел./км². Занимает площадь 10.53 км². Почтовый индекс — 63020. Телефонный код — 0734.
В коммуне особо почитается Воздвижение Креста Господня, празднование 3 мая.

## Демография
Динамика населения:

## Администрация коммуны
- Официальный сайт: https://web.archive.org/web/20100117131620/http://www.provincia.ap.it/Belmonte_Piceno/